# 브라보상
브라보상(이탈리아어: Trofeo Bravo)은 이탈리아의 스포츠 전문지 《궤린 스포르티보》(Guerin Sportivo)가 매년 유럽의 젊은 축구 선수 가운데 가장 뛰어난 선수에게 수여하는 상이다. 1992년까지는 유럽의 3대 축구 컵 대회(UEFA 챔피언스리그, UEFA 컵위너스컵, UEFA컵) 가운데 한 대회에 출전한 23세 이하의 축구 선수에게 수여되었지만 1992년부터는 유럽의 축구 리그에서 뛰고 있는 21세 이하의 모든 축구 선수를 대상으로 수여하고 있다. 현재는 2015년을 끝으로 수여하지 않고 있다.

## 역대 수상자
| 연도   | 선수                  | 클럽                 |
| ------ | --------------------- | -------------------- |
| 1978년 | 지미 케이스           | 리버풀               |
| 1979년 | 게리 버틀스           | 노팅엄 포레스트      |
| 1980년 | 한지 뮐러             | VfB 슈투트가르트     |
| 1981년 | 존 워크               | 입스위치 타운        |
| 1982년 | 게리 쇼               | 애스턴 빌라          |
| 1983년 | 마시모 보니니         | 유벤투스             |
| 1984년 | 우발도 리게티         | AS 로마              |
| 1985년 | 에밀리오 부트라게뇨   | 레알 마드리드        |
| 1986년 | 에밀리오 부트라게뇨   | 레알 마드리드        |
| 1987년 | 마르코 판 바스턴      | AFC 아약스           |
| 1988년 | 엘리 오하나           | KV 메헬렌            |
| 1989년 | 파올로 말디니         | AC 밀란              |
| 1990년 | 로베르토 바조         | 피오렌티나           |
| 1991년 | 로베르트 프로시네치키 | 레드 스타 베오그라드 |
| 1992년 | 주제프 과르디올라     | 바르셀로나           |
| 1993년 | 라이언 긱스           | 맨체스터 유나이티드  |
| 1994년 | 크리스티안 파누치     | AC 밀란              |
| 1995년 | 파트릭 클라위버르트   | AFC 아약스           |
| 1996년 | 알레산드로 델 피에로  | 유벤투스             |
| 1997년 | 호나우두              | 바르셀로나           |
| 1998년 | 호나우두              | 인테르나치오날레     |
| 1999년 | 잔루이지 부폰         | 파르마               |
| 2000년 | 이케르 카시야스       | 레알 마드리드        |
| 2001년 | 오언 하그리브스       | 바이에른 뮌헨        |
| 2002년 | 크리스토프 메첼더     | 보루시아 도르트문트  |
| 2003년 | 웨인 루니             | 에버턴               |
| 2004년 | 크리스티아누 호날두   | 맨체스터 유나이티드  |
| 2005년 | 아르연 로번           | 첼시                 |
| 2006년 | 세스크 파브레가스     | 아스널               |
| 2007년 | 리오넬 메시           | 바르셀로나           |
| 2008년 | 카림 벤제마           | 올랭피크 리옹        |
| 2009년 | 세르히오 부스케츠     | 바르셀로나           |
| 2010년 | 토마스 뮐러           | 바이에른 뮌헨        |
| 2011년 | 에덴 아자르           | 릴 OSC               |
| 2012년 | 마르코 베라티         | 페스카라             |
| 2013년 | 이스코                | 말라가               |
| 2014년 | 폴 포그바             | 유벤투스             |
| 2015년 | 도메니코 베라르디     | 사수올로 칼초        |

## 같이 보기
- 골든 보이 (상)
- 트로페 코파
- 발롱도르